# Những nàng công chúa nổi tiếng
Những nàng công chúa nổi tiếng (Famous Chil Princesses) (tiếng Hàn: 소문난 칠공주; Romaja: Somunnam Chilkongju) là một bộ phim truyền hình Hàn Quốc năm 2006, với sự tham gia của các diễn viên: Kim Hye-sun, Lee Tae Ran, Choi Jung-won, Shin Ji-soo, Park In-hwan, Kim hae-sook, Ko Joo-won, Park Hae-jin, Lee Seung-gi. Bộ phim là câu chuyện về 4 chị em nhà họ Na: Deok-chil, Seol-chil, Mi-chil và Jong-chil. Phim được phát sóng trên KBS2 từ 1 tháng 4 đến 31 tháng 12 năm 2006 vào thứ bảy và chủ nhật hàng tuần vào lúc 19:55 với 80 tập phim. Phim công chiếu trên kênh VTV3 từ ngày 5 tháng 3 năm 2009.

## Diễn viên

### Bốn cô con gái nhà Na
- Kim Hye-Sun vai Na Deok-Chil (35 tuổi) - con gái lớn, nội trợ 12 năm
- Lee Tae Ran vai Na Sul-Chil (28 tuổi) - con gái thứ hai, Đại úy Lục quân từ Học viện Quân sự Hàn Quốc (trong tập giữa Sul-Chil thực chất là con đẻ của quân nhân đã mất)
- Choi Jung-Won vai Na Mi-Chil (28 tuổi) - con gái thứ ba, em song sinh Sul-Chil, y tá
- Shin Ji-Soo vai Na Jong-Chil (20 tuổi) - con gái út, sinh viên

### Gia đình nhà Na
- Park In-Hwan vai Na Yong-Pal (60 tuổi) - bố 4 chị em
- Kim Hae-Sook vai Kyung Young-Ja (54 tuổi) - mẹ 4 chị em
- Na Moon-Hee vai Nam Dal-Gu (78 tuổi) - bà ngoại, mẹ Kyung Young-Ja

### Con rể nhà Na
- Lee Dae-Yeon vai Koo Soo-Han (42 tuổi) - chồng cũ Deok-Chil
- Ahn Nae-Sang vai Hwang Sun-Taek (38 tuổi) - chồng sau Deok-Chil, bố So-Ra, Mi-Ra
- Park Hae-jin vai Yun Ha-Nam (24 tuổi) - chồng Sul-Chil
- Ko Joo-Won vai Yoo Il-Han (28 tuổi) - chồng Mi-Chil, bạn Sul-Chil
- Lee Seung-gi vai Hwang Tae-Ja (21 tuổi) - rể út, chồng Jong-Chil

### Các nhân vật khác
- Yoon Mi-Ra vai Ban Chan-Soon (48 tuổi) - mẹ Tae-Ja, mẹ chồng Jong-Chil, vợ sau này của Kong Soo-Pyo
- No Ju-Hyeon vai Kong Soo-Pyo (50 tuổi) - cậu của II-Han, chồng sau này của Ban Chan-Soon
- Lee Hyo-Choon vai Park Bok Nyeo - mẹ đẻ Sul-Chil
- Lee Mi-Young vai Ha Nam-Mo - mẹ Yun Ha-Nam
- Kim Sang-Soon vai Giám độc bệnh viện nơi Mi-Chil làm ở tỉnh
- Kang Yu-Mi vai Gong Ju - y tá làm chung với Mi-Chil nơi Mi-Chil ở tỉnh
- An II-Kwon vai Han Gil-man - bạn trai Gong Ju
- Kim Hee-Jung vai Bae Shin Ja - vợ cũ của Hwang Sun-Taek
- Lee Jeong-Ho vai Đại tướng Lee - Binh nhất Na Sul-Chil
- Lee Young-Gyu vai Lee Sa-Pal - bạn của Tae-Ja
- Lee Jung-Kil vai Oh Chil Goo - bạn của Tae-Ja
- Kim Bo-Ra vai Goo Seul Bi (13 tuổi) - con của Deok-Chil & Soo-Han
- Han Ye-Rin vai Wang So-Ra (13 tuổi) - con riêng Hwang Sun-Taek
- Jo Su-Min vai Wang Mi-Ra (9 tuổi) - con riêng Hwang Sun-Taek
- Jang Sun-Ho vai Byeon Du Li - nhân viên văn phòng đồng nghiệp của Il-Han
- Kim Min-Kyung vai bạn Tae-Ja
- Yoon Jung Eun vai Na Jong-Chil (nhỏ)
- Han Chun-Il vai nhân viên bảo vệ
- Kim Da-Yeon vai con gái song sinh của Sul-Chil & Ha-Nam

## Nội dung
Dù tên phim là "Những nàng công chúa nổi tiếng" nhưng bốn cô gái không hề xuất thân từ dòng dõi hoàng gia mà từ một gia đình quân nhân Hàn Quốc bình thường. Cha của bốn chị em Na Yong-Pal (Park In-Hwan) là một quân nhân. Ông rất nghiêm khắc với bốn chị em Deok-chil, Seol-chil, Mi-chil, Jong-chil và cả với người mẹ Kyung Young-Ja (Kim Hae-Sook). Bộ phim phản ánh chân thực cuộc sống của các gia đình ngày nay, mang lại cho người xem nhiều tiếng cười và cả sự xúc động. Người chị cả Deok-chil đã ly hôn với chồng và có cuộc sống khó khăn cùng các con, cho thấy những vấn đề trong hôn nhân. Người chị hai Seol-chil là một nữ quân nhân và được sự kì vọng của cha mẹ. Cô vướng vào rắc rối trong tình yêu với người em thứ của mình khi người bạn cô thích Yoo Il-Han (Ko Joo-Won) lại thích em gái cô. Người em thứ ba  Mi-chil là người nổi tiếng xinh đẹp nhưng rất ích kỉ, mang đến nhiều rắc rối cho gia đình. Và người em út nhút nhát, yếu đuối Jong-chil, trở thành người mẹ trẻ và phải kết hôn với người bạn trai cũng là gia sư dạy kèm của mình là Hwang Tae-Ja (Lee Seung-gi), tạo ra nhiều tình huống dở khóc dở cười. Tuy nhiều chuyện xay ra trong gia đình nhưng cuối cùng cả bốn cô gái đều có được hạnh phúc, Seol-chil (Lee Tae Ran) có một chuyện tình mới với chàng hạ sĩ Yun Ha-Nam (Park Hae-jin).